# Alfred Kalkowski
Alfred „Maggi“ Kalkowski (* 3. Dezember 1924) ist ein ehemaliger deutscher Fußballspieler. Der Mittelfeld- und Abwehrspieler wurde im damaligen WM-System überwiegend in der Läuferreihe und als Verteidiger eingesetzt, von 1950 bis 1960 in der erstklassigen Fußball-Oberliga Nord. Für die Vereine Altona 93 und Eimsbütteler TV hat er insgesamt 241 Ligaspiele absolviert und 26 Tore erzielt. Kalkowski belegt mit 183 Einsätzen und 15 Toren in der Rekordliste von Altona 93 in der Oberliga Nord hinter Werner Gorszka (281/17), Werner Erb (237/127) und Werner Goike (187/9) den vierten Rang.

## Karriere

### Im Amateurbereich, bis 1950
Im Hamburger Stadtteilverein Germania Schnelsen durchlief der junge Alfred Kalkowski die ersten Abschnitte seiner langjährigen Fußballkarriere. In der Saison 1949/50 wurde er mit der Germania Vizemeister in der Bezirksklasse Hamburg, Staffel Germania, und war dabei dem Amateurligameister in der Staffel Elbe und Oberligaaufsteiger, Altona 93, aufgefallen. Er nahm das Angebot des AFC an und wechselte zur Saison 1950/51 zu dem Oberliga-Aufsteiger aus Bahrenfeld. Der Club von der Adolf-Jäger-Kampfbahn nahm neben Kalkowski auch noch die weiteren Spieler Werner Gorszka, Heinz Lehmann, Helmut Fiegen, Ernst Münch und Heinrich Feldmann neu unter Vertrag.

### Oberliga Nord, 1950 bis 1960
Beim Rundenstart am 22. August 1950 lief „Maggi“ Kalkowski beim Heimspiel gegen Arminia Hannover als Verteidiger an der Seite von Heinz Braasch auf. Obwohl Routinier Heinz Mühle den schwarz-weiß-roten Gastgeber mit 2:0 in Führung gebracht hatte, verlor Altona das Spiel mit 2:5. Neben dem Aufstiegsrekordtorschützen Reinhold Jackstell (31 Treffer) und Spielmacher Mühle waren an der Seite von Verteidiger Kalkowski auch noch die weiteren Neuzugänge Fiegen, Gorszka, Lehmann, Feldmann und Münch vor 7000 Zuschauern in der Adolf-Jäger-Kampfbahn zum Einsatz gekommen. In der zweiten Halbzeit hatten die Arminen das Spiel noch deutlich gedreht – unter anderem drei Treffer von Fritz Apel – und mit 5:2 zu ihren Gunsten entschieden. Der Mann aus Schnelsen bestritt als einziger AFC-Spieler in der 17er-Liga alle 32 Ligaspiele. Zum Kreis der Stammspieler hatten noch Torhüter Heinz Schwarz, Münch, Karl Rullich, Gorszka, Feldmann, Fiegen, Adolf Warncke und der zwölfmalige Torschütze Werner Erb gehört. Wegen des schlechteren Torverhältnisses gegenüber Eintracht Osnabrück stieg die spieltechnisch gute Mannschaft des AFC mit 26:38 Punkten in das Amateurlager ab. Die Punkte reichten aber nicht zum Klassenerhalt, weil der Konkurrent Eintracht Osnabrück noch zwei Spiele nachzutragen hatte und dabei die notwendigen Punkte und Tore erreichte. Nach dem Abstieg unterschrieb Kalkowski einen neuen Vertrag beim Eimsbütteler TV und trat deshalb auch 1951/52 als Spieler in der Oberliga Nord an.
Auch AFC-Mannschaftskamerad und Torhüter Heinz Schwarz war bei den Rot-Weißen gelandet und als neuer Trainer war Paul Bornefeld bei der Mannschaft vom Tribünensportplatz angetreten. Am 11. August 1951 feierte der ETV die Rückkehr zum fertig gestellten Tribünensportplatz, der mit einem 2:0 über den FC Basel (wieder) eingeweiht wurde. Das Startspiel am 21. August 1951 verliert Eimsbüttel mit 2:4 in Göttingen. Kalkowski war dabei als linker Halbstürmer an der Seite von Gerhard Ihns, Kurt Röwe, Gerhard Eckhoff und Otto Einfeld im Angriff zum Einsatz gekommen. Acht Tage später wurde das erste Saisonheimspiel mit 3:1 gegen den VfL Osnabrück gewonnen. Ihns, Kalkowski und Eckhoff hatten sich als Torschützen für den ETV ausgezeichnet. Im Lauf der Runde rückte Kalkowski in die Verteidigung zurück, wo er auch am 23. März 1952 beim 2:2-Heimremis gegen den Hamburger SV agierte. Mit 35:25 Punkten eroberte sich der ETV den 4. Rang, punktgleich mit St. Pauli auf dem 3. Rang. Kalkowski hatte alle 30 Rundenspiele absolviert und sieben Tore an der Seite der Gebrüder Karl-Heinz und Kurt Manja erzielt.
In die zweite Runde mit Eimsbüttel startete Kalkowski mit 7:1 Punkten und führte punktgleich mit dem VfL Osnabrück die Tabelle im Norden an. Das Spitzenspiel verlor der ETV am 21. September im Stadion an der Bremer Brücke mit 1:2 und danach auch die schweren Spiele gegen Werder Bremen (3:4) und den Hamburger SV (1:2). Nach der Hinrunde wiesen die Rot-Weißen 16:14 Punkte vor und belegen den 7. Rang. Mit einem 3:1-Heimerfolg gegen Absteiger Eintracht Osnabrück endete am 26. April 1953 auf dem 10. Rang die Runde 1952/53. Kalkowski war in 28 Rundenspielen aufgelaufen und hatte vier Tore erzielt. Nach zwei Jahren mit 58 Ligaspielen und elf Toren beendete „Maggi“ Kalkowski seine Zeit beim ETV und kehrte wieder nach Altona zurück.
Der AFC verstärkte sich zur Saison 1953/54 neben Kalkowski noch mit Karl-Heinz Reiß, Günther Hentzschel, Gerhard Wagner und vor allem mit dem Rückkehrer aus Münster, Werner Erb. Der Start klappte aber mit 4:10 Punkten überhaupt nicht, aber dann steigerte sich Altona unter Spielmacher Heinz Spundflasche und Trainer Herbert Panse enorm und belegte am Rundenende den 3. Rang. Dabei glückten den Mannen um Kalkowski Erfolge gegen Eimsbüttel (3:0), Holstein Kiel (3:1/2:0), Hamburger SV (4:2), Arminia Hannover (3:1), Bremer SV (4:1), Göttingen 05 (1:0), Eintracht Braunschweig (6:0), Victoria Hamburg (2:1), VfL Osnabrück (5:3) und FC St. Pauli (4:0). Im Altona-Buch „111 Ligajahre im Auf und Ab“ wird zum 6:0-Heimerfolg am 27. Dezember 1953 im Spiel des 2. (Braunschweig) gegen den 3. (Altona) festgehalten: „Altona fegt in einem der besten Spiele der Vereinsgeschichte Eintracht Braunschweig vor über 14.000 Besuchern mit 6:0 aus der Adolf-Jäger-Kampfbahn“. Der Gastgeber war dabei in der Defensive mit Torhüter Horst Grandt, den Verteidigern Kalkowski und Karlheinz Keil und in der Läuferreihe mit Gorszka, Hentzschel und Braasch angetreten. Kalkowski hatte in dieser Runde 26 Ligaspiele (1 Tor) absolviert und wiederum seine Zuverlässigkeit unter Beweis gestellt. Gemeinsam mit dem 20-fachen Torschützen Werner Erb spielte Kalkowski im Sommer mit der Hamburger Auswahl im Volksparkstadion gegen Barcelona.
Auch in der nachfolgenden Runde 1954/55 zeigten sich Kalkowski und Kollegen von der besten Seite. In der Oberliga belegte der AFC mit 38:22 Punkten den 4. Rang, punktgleich mit Werder Bremen auf dem 3. Rang. Der konstant zuverlässige Spieler hatte aber eine längere Verletzungspause von Ende Oktober 1954 bis Ende Februar 1955 zu überstehen gehabt und hatte deshalb nur in 16 Ligaspielen (2 Tore) mitwirken können. Daneben zeigte Altona im DFB-Pokal Leistungen, die weit über die gewohnte norddeutsche Bühne hinaus ragten. In der 1. Hauptrunde glückte am 15. August 1954, unmittelbar vor dem Ligastart, ein 3:2-Heimerfolg gegen den 1. FC Saarbrücken. Der Südwestvertreter war dabei mit dem torgefährlichen Innentrio Herbert Martin, Herbert Binkert und Jakob Balzert angetreten und als linker Außenläufer hatte „Maggi“ Kalkowski wesentlich mitgewirkt, dieses Trio erfolgreich in Schach zu halten. Beim Spiel gegen Eintracht Frankfurt (2:1) hatte er pausiert, war dann aber wieder nicht ganz genesen im Viertelfinale am 19. Dezember 1954 gegen Alemannia Aachen (2:0) aufgelaufen. Das Halbfinale wurde am 20. April 1955 in Köln gegen den Südoberligisten Karlsruher SC ausgetragen. Nach Verlängerung trennte man sich mit 3:3. Der KSC-Angriff mit Oswald Traub, Kurt Sommerlatt, Antoine Kohn, Ernst Kunkel und Hans Strittmatter hatte die AFC-Defensive mit dem linken Außenläufer Kalkowski gehörig unter Druck gesetzt. Das Wiederholungsspiel am 8. Mai in Gelsenkirchen fand zwischen dem 30. Ligaspiel am 1. Mai gegen den Hamburger SV (3:2) und dem abschließenden Wiederholungsspiel am 15. Mai gegen den VfL Osnabrück (3:2) statt. In der zweiten Halbzeit konnte Altona dem Team aus Baden nicht mehr Paroli bieten und verlor entkräftet mit 0:3.
Als zur Runde 1957/58 der talentierte Jugendspieler Heiko Kurth in die Ligaelf in der Oberliga Nord übernommen werden konnte und mit Gerhard Göhrke und Horst Wendlandt zusätzlich zwei überzeugende Neuzugänge die Qualität des Kaders von Spielertrainer Spundflasche verstärkten, konnte erneut der 3. Rang im Norden erreicht werden. Routinier Kalkowski lief jetzt zumeist als Mittelläufer und Chef der Defensive auf.
Der über Jahre hinweg gemeinsam mit Rekordspieler Werner Gorszka das Herz und Rückgrat des AFC bildende Mittelfeld- und Abwehrspieler sorgte in der Rückwärts- wie Vorwärtsbewegung für Stabilität in Reihen von Altona und beendete 1960 als 35-jähriger Routinier mit insgesamt 241 Einsätzen und 26 Toren, seine Spielerlaufbahn in der Oberliga Nord.